# Desis
Desis — рід аранеоморфних павуків родини Desidae.

## Поширення
Рід поширений в Східній та Південній Африці, Індії, Японії, Австралії та Океанії.

## Спосіб життя
Живуть у припливній зоні морського узбережжя. Під час відпливу полюють на безхребетних, що залишились на березі. Під час припливу ховаються у нірках, які запечатують павутинням.

## Види
Станом на 1 серпня 2020 описано 15 видів:
- Desis bobmarleyi Baehr, Raven & Harms, 2017 — Австралія (Квінсленд)
- Desis crosslandi Pocock, 1903 — Занзібар, Мадагаскар, Комори, Майотта
- Desis formidabilis (O. Pickard-Cambridge, 1891) — Намібія, ПАР
- Desis galapagoensis Hirst, 1925 — Галапагоські острови
- Desis gardineri Pocock, 1904 — Лаккадівські острови
- Desis inermis Gravely, 1927 — Індія
- Desis japonica Yaginuma, 1956 — Японія
- Desis jiaxiangi Lin, Li & Chen, 2020 — Хайнань
- Desis kenyonae Pocock, 1902 — Австралія
- Desis marina (Hector, 1877) — Нова Каледонія, Нова Зеландія
- Desis martensi L. Koch, 1872 — Малайзія
- Desis maxillosa (Fabricius, 1793) (type) — Нова Гвінея, Нова Каледонія
- Desis risbeci Berland, 1931 — Нова Каледонія
- Desis tangana Roewer, 1955 — Східна Африка
- Desis vorax L. Koch, 1872 — Самоа